# Aphodius ater
L'Aphodius ater és una espècie de coleòpter de la família Escarabèids que habita en el paleàrtic: Europa i Àsia.